# Eupithecia egregiata
Eupithecia egregiata es una especie de polilla de la familia Geometridae. La especie fue descrita por primera vez por Vladimir G. Mironov y Ulrich Ratzel, habiendo sido descrita en 2008, con distribución en Afganistán y Pakistán. El holotipo de la especie fue descrita en la región montañosa del valle de Gabral, a unos 15 kilómetros (9,3 mi) al norte de Kalam, en el distrito de Swat, a una altitud de 2100 metros (6889,8 pies) sobre el nivel del mar.
Esta especie pertenece al grupo de especies E. centauieata. Es externamente similar a E. distinguitaria, pero tiene líneas transversales más oblicuas, que forman un ángulo pronunciado en la costa del ala anterior. Los genitales masculinos y femeninos son típicos de las especies del grupo centaureata.

## Descripción
Es una polilla pequeña con una envergadura de unos 19 milímetros (0,7 plg). El ala anterior es alargada, con una costa ligeramente arqueada y de color de fondo gris blanquecino suave. Todas las líneas transversales son claras, marrones, estrechas y oblicuas. El área terminal del ala es más oscura, gris pardusca, especialmente en la mitad interior. Cuenta con un punto discal grande, oblicuo, alargado y estrecho y negro.